# Neighbors (pel·lícula de 1920)
Neighbors és una pel·lícula de comèdia muda estatunidenca de dos rodets del 1920 coescrita, codirigida i protagonitzada per Buster Keaton.

## Argument
"El noi" i "la noia" són joves amants que viuen en cases de pisos, la part posterior dels quals s'enfronten, amb patis separats per una tanca de fusta. Les seves famílies es barallen constantment per la relació dels amants. Cada matí, el noi i la noia intercanvien cartes d'amor a través dels forats de la tanca, per a consternació de les seves famílies que insisteixen en mantenir-se allunyades l'una de l'altra. El noi s'enfila a la finestra de l'habitació de la noia mentre els pares discuteixen, però el pare de la noia l'atrapa i el lliga a un cordó de roba i l'envia a poc a poc a casa de la seva família. Després de moltes discussions i baralles, les dues famílies finalment van als tribunals per resoldre les seves diferències. El Noi reclama el dret a casar-se amb la Noia, i el jutge insisteix que les dues famílies no interfereixen en els seus plans.
El dia del casament, les dues famílies són naturalment hostils l'una a l'altra. Després que el casament s'endarrereix perquè el cinturó del Noi es trenca repetidament i els pantalons li cauen contínuament, el pare de la Noia descobreix que l'anell que el Noi pretén donar-li és un anell barat de 10 cèntims comprat a Woolworths. Enfadat, convoca el casament i arrossega la noia a casa. Decidit a rescatar el seu amor i amb l'ajuda dels seus dos padrins, el noi utilitza les habilitats del trapezi per enganxar a la noia i els dos fugen junts. Finalment es troben a la carbonera d'un ferrer que ha estat ordenat com a ministre que els declara marit i muller.

## Repartiment
- Buster Keaton com The Boy
- Virginia Fox com The Girl
- Joe Roberts com el pare de la noia
- Joe Keaton com el pare del noi
- Edward F. Cline com el policia
- Jack Duffy com el jutge
- The Flying Escalantes com ells mateixos